# Euonymus latifolius
El bonetero de hoja ancha (Euonymus latifolius) es un arbusto de la familia de las celastráceas.

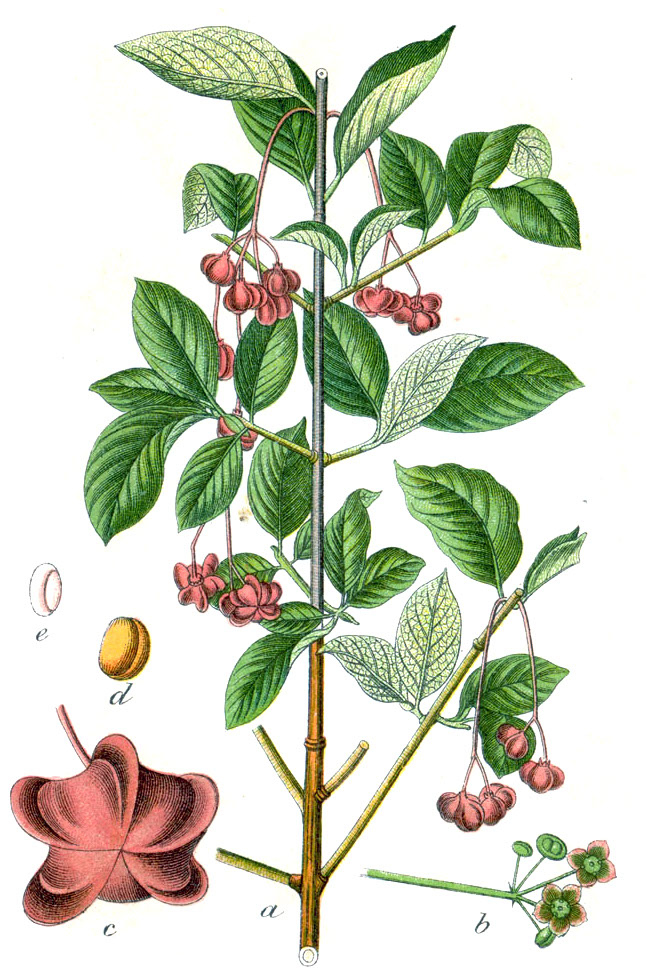
Ilustración

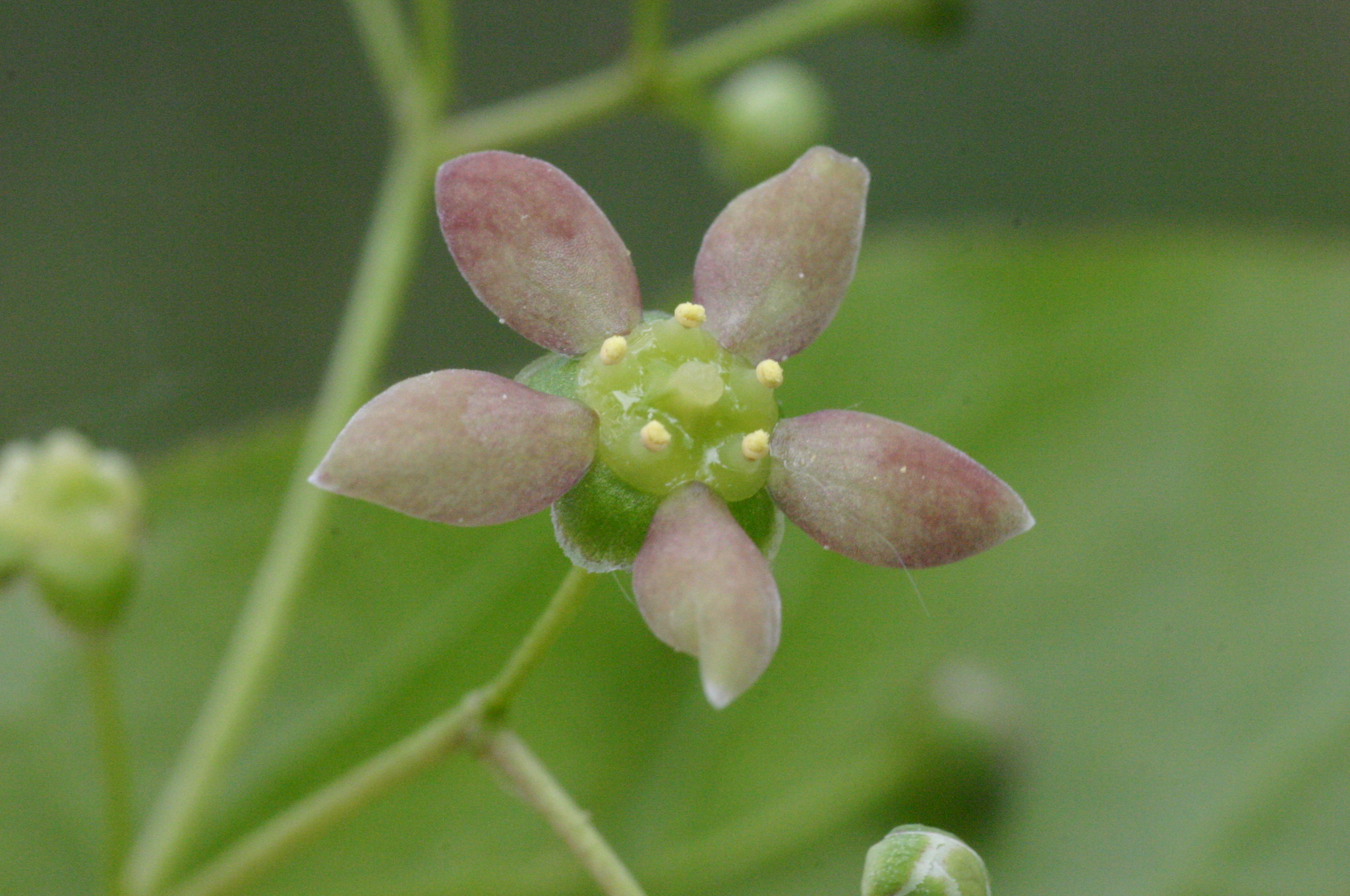
Detalle de la flor

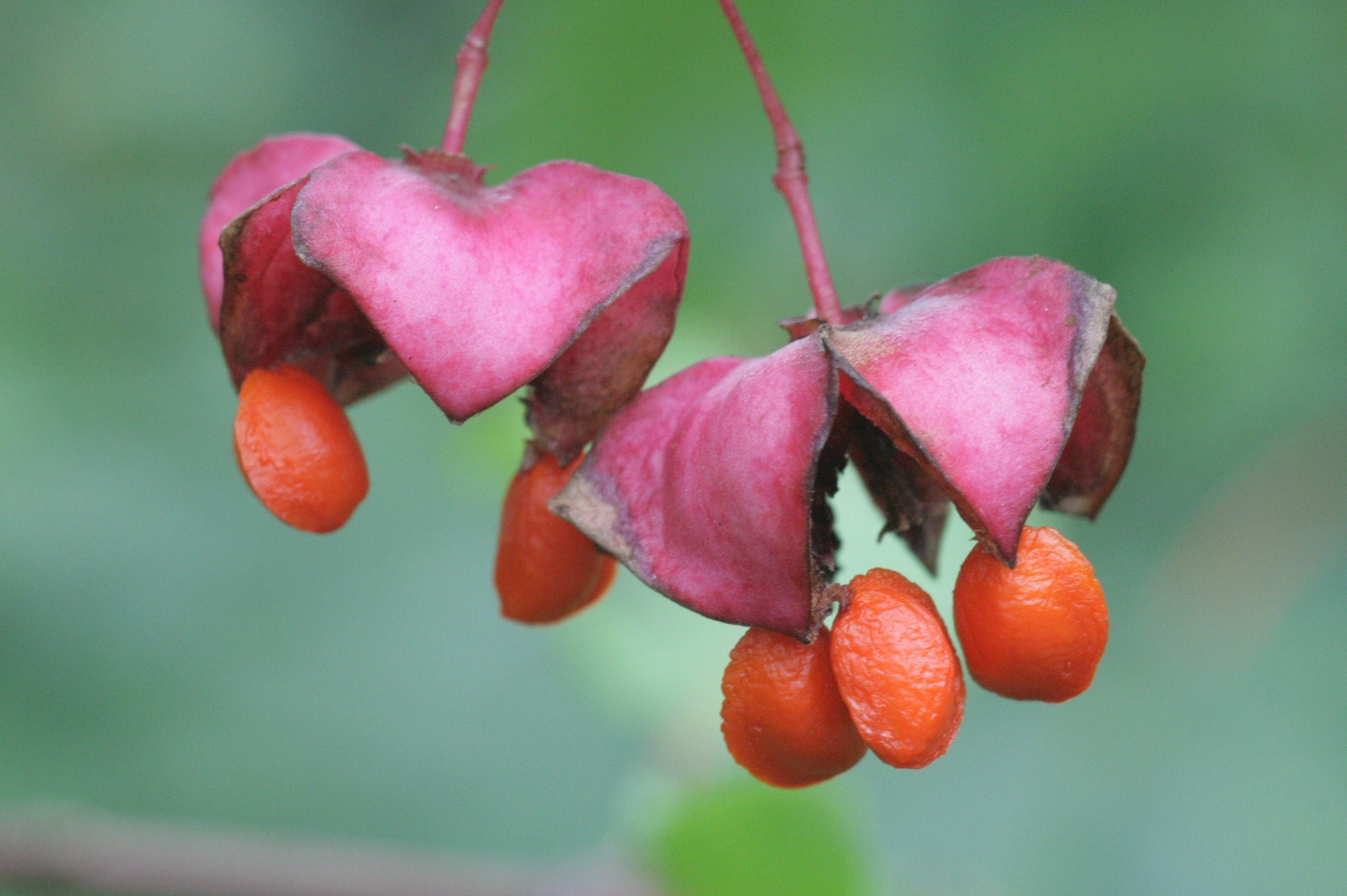
Fruto

## Descripción
Arbusto de 2-3 (7) m con hojas estrechamente obovadas o elípticas, bastante puntiagudas, de margen más o menos aserradito. Las flores son verdosas, de 5-10 mm de diámetro, dispuestas en ramilletes (cimas) largamente pedunculadas, sobre cabillos de algo más de un centímetro; tienen un disco nectarífero verdoso. hay 84) 5 pétalos redondeados, de hasta 3 cm, casi el doble de largos que los sépalos, teñidos generalmente de rosa o de púrpura y 4(5) estambres casi sentados. Los frutos son algo deprimidos, colgantes. Las semillas son elipsoidales rodeadas de una cubierta anaranjada.

## Distribución y hábitat
Se conoce en las Sierras de Cazorla (Jaén) y Sierra de Javalambre (Teruel), y se ha encontrado recientemente en las Torcas de Los Palancares, (Cuenca.) Crece en lugares frescos y sombríos entre peñas o en la proximidad de arroyos de montaña, en terrenos calizos, a una altitud de 720-1900 m. Florece en primavera y verano. Su área general se extiende por el sur de Europa, oeste de Asia y norte de África. Está protegido por la ley en Andalucía y Castilla-La Mancha.
En el Jardín Botánico de Castilla-La Mancha, en la ciudad de Albacete, se trabaja en la conservación ex-situ de esta especie en peligro crítico de extinción.

## Diversidad
En el norte de África tenemos Euonymus latifolius (L.) Miller var. kabylicus Debeaux, que crece especialmente en los bosques de cedros en Marruecos en el Rif occidental y Atlas Medio septentrional, muy raro en el Alto Atlas (Jebel Tahallatin. al sureste de Demnat); en Argelia en los Macizos de Djurdjura y Tababort (Cabilia) Y Atlas de Blida.
Con tronco y ramas viejas de corteza pardo-grisácea a pardo-rojiza, agrietada en los ejemplares más viejos. ramillas estriadas, subtetragonales o cilíndricas, glabras, de color verde claro. Hojas grandes (6-15 x 3,5-10 cm), anchamente oblongo-elípticas, acuminadas, o con el ápice redondeado acabado en pequeña punta, con el margen fina e irregularmente serrulado, glabras, verdes por ambas caras, con peciolo de 5-11m, opuestas. Inflorescencias en cimas axilares, con largo pedúnculo y 5-10 flores pentámeras, verdoso amarillentas, con pedicelo de 10-15 mm. El fruto es una cápsula carnosa, rosado-rojiza, colgante de un largo pedúnculo, con 5 lóbulos deprimidos dispuestos en forma radial, dehiscente en 5 valvas. Semillas obovales, lisas, pardas, con un arilo de color naranja.

## Taxonomía
Euonymus latifolius fue descrita por (L.) Mill. y publicado en The Gardeners Dictionary: . . . eighth edition no. 2. 1768.
Etimología
Euonymus: nombre genérico que viene de las palabras griegas eu =  "bueno", y onoma =  "nombre".
latifolius: epíteto latino que significa "de hoja ancha".
Sinonimia
- Euonymus armasica Gatsch.
- Euonymus europaeus var. latifolius L.
- Euonymus ketzkhovelii Gatsch.
- Euonymus leiophloeus Steven
- Euonymus leiophloeus var. armasicus (Gatsch.) Gagnidze
- Euonymus leiophloeus var. sempervirens (Rupr. ex Boiss.) Gagnidze
- Euonymus sempervirens Rupr. ex Boiss.
- Kalonymus leiophloea Prokh.
- Pragmotessara latifolia Pierre[6]